# Дебнево
Де́бнево (болг. Дебнево) — село в Ловецькій області Болгарії. Входить до складу общини Троян.

## Населення
За даними перепису населення 2011 року у селі проживали 726 осіб.
Національний склад населення села:
| Національність   | Кількість осіб | Відсоток |
| ---------------- | -------------- | -------- |
| болгари          | 532            | 91,1%    |
| турки            | 45             | 7,7%     |
| Всього відповіли | 584            |          |

Розподіл населення за віком у 2011 році:
Динаміка населення: